# Emilia Pérez
Az Emilia Pérez 2024-ben bemutatott francia-belga-mexikói koprodukcióban készült spanyol nyelvű zenés bűnügyi filmvígjáték, amelyet Jacques Audiard írt és rendezett. Főbb szerepeiben Zoë Saldana, Karla Sofía Gascón, Selena Gomez és Édgar Ramírez látható. A film eredeti dalait Camille (Camille Dalmais), eredeti zenéjét pedig Clément Ducol szerezte.
A film világpremierjére a 77. cannes-i filmfesztivál hivatalos válogatásában került sor, ahol elnyerte a zsűri díját, öt szereplője pedig megosztva a legjobb női alakítás díját. A 37. Európai Filmdíjátadón öt díjat nyert el, 2025-ben pedig tíz kategóriában jelölték Golden Globe-díjra, melyből hármat megnyert. Tizenkét kategóriában 13 jelölést kapott Oscar-díjra, ezzel minden idők legtöbb jelölést kapott nem angol nyelvű filmje lett. A rekordszámú jelölésből kettőt tudott díjra váltani, a legjobb női mellékszereplőét és a legjobb eredeti dalét. Az 50 César-gálán diadalmaskodott: hét trófeát kapott.
Magyarországon 2025. február 27-én kerül a filmszínházakba a Mozinet forgalmazásában.

## Rövid történet
Rita Moro Castrót, a bűnözők védelmére szakosodott rendkívül felkészült, de fokozottan kizsákmányolt ügyvédet egy mexikói drogkartell szökésben lévő feje, Manitas del Monte megbízza saját megrendezett halálának és egy nem-átváltó műtétnek a megszervezésével, hogy kiszállhasson az üzletből, és megvalósíthassa azt a tervet, amelyről mindig is álmodott, és amelyet évek óta titkon finomított. Múltjának hátat fordítva immár Emiliaként helyrehozza mindazt a bajt, amelyet korábban Manitasként okozott: egyesületet alapítson a kartellek áldozatainak megsegítésére.

## Cselekménye
(Zárójelben az elhangzó főbb dalok és zeneművek. Lásd: tracklisták)
Mexikóváros napjainkban. A briliáns, de nem éppen jól fizetett ügyvédnő, Rita Mora Castro, erkölcsi aggályai ellenére sikerrel látja el megbízója védelmét egy nagy horderejű gyilkossági perben: a bíróság a prominens médiaszereplő feleségének halálát öngyilkosságnak minősíti, s a vádlottat felmenti („El alegato”). Miután megnyerte az ügyet, Rita névtelen hívást kap egy titokzatos, de jövedelmező ajánlattal. Beleegyezik a találkozóba („Todo y nada”), ahol kiderül, az ügyfél nem más, mint a drogkartell királya, Juan „Manitas” Del Monte. A nős, többgyermekes férfi arról álmodik, hogy titokban nemváltó műtéten essen át, és nőként kezdjen új, önálló életet („El encuentro”). Ehhez két éve megkezdett már egy hormonterápiát is.
Egy egész világra kiterjedő keresés után („La vaginoplastia”) Rita végül talál egy sebészt Tel Aviv-ban („Lady”). Dr. Wasserman, miután meghallgatja Manitas emlékeit a gyermekkori nemi diszfóriáról, beleegyezik a bonyolult beavatkozás elvégzésébe („Deseo”). Az alkut követően Manitas megbízza Ritát, hogy vigye el fiait, Angelt és Diegót, valamint feleségét, Jessit a svájci Lausanne-ba és ott helyezze őket biztonságba. Rita kétmillió dollárt kap szolgálataiért, Manitas pedig megrendezi saját halálát, hogy Emilia Pérez néven immár női identitást építhessen fel.
Négy évvel később Rita találkozik Londonban Emiliával, aki elmondja neki, hogy nagyon hiányoznak gyermekei, s szeretne velük találkozni („Por casualidad”). Megkéri Ritát, hogy szervezze meg a családegyesítést Mexikóban. Rita vissza is utaztatja a családot. Jessi a két fiúval Emiliának egy dombon álló elegáns haciendájába költöznek, Mexikóváros közelében. Emilia Manitas unokatestvéreként mutatkozik be, aki segíteni akar Jessinek a gyerekek nevelésében. Jessi nem ismeri fel Emiliában egykori férjét, és nincs ínyére a közös gyermeknevelés. Ellenérzését azonban félreteszi, mivel Mexikóba való visszatérését arra használja fel, hogy újra összejöjjön egykori szeretőjével, Gustavóval, akivel házassága utolsó éveiben viszonya volt („Bienvenida”).
Egy alkalommal Emilia véletlenül összefut egy gyászoló anyával, aki eltűnt gyermekét keresi. A találkozás mélyen megérinti, s arra készteti, hogy elgondolkozzon bűnözői múltján („Mis siete hermanos y yo”). Este, amikor lefekteti az egyik álmos fiát, az felismerni véli apja illatát, ami igazán megérinti Emíliát („Papá”). Úgy dönt, hogy Ritával együtt megalapítják a La Lucecita civil szervezetet. Bűnbánó, bebörtönzött kartelltagokhoz fűződő kapcsolatait felhasználva azonosítja a korábbi áldozatok holttestét. A nonprofit szervezet jótékonysági gáláján ő és Rita adományokat kérnek a gyászolók részére Mexikó korrupt elitjétől („El mal”). Jótékonysági tevékenysége országszerte ismertté teszi Emíliát. Romantikus kapcsolatba bonyolódik Epifaníával, akinek egykori bántalmazó férjének földi maradványait a civil szervezet azonosította („El amor”). Eközben Rita egyre jobban kétségbe esik párkapcsolat nélküli élete és megrekedt karrierje miatt.
Jessi azt tervezi, hogy feleségül megy Gustavóhoz („Mi camino”), és a gyermekekkel együtt vidékre költözik. Tervét elmondja Emiliának, aki rendkívül dühös lesz. Mivel végül a gyerekeket már „enyémként” emlegeti, az agresszív viselkedés és fenyegetés ellenére Jessi éjszaka elmenekül a gyerekekkel. Emilia erre beszünteti Jessi pénzbeli támogatását, Gustavót pedig megfenyegeti, hogy elhagyja Mexikót is. A megijedt pár úgy dönt, elrabolják Emiliát, és váltságdíjat követelnek Ritától. Bizonyítékként elküldik neki Emilia három levágott ujját, amiből Rita rájön, hogy a nincstelen Jessi és Gustavo az ötletgazdák. Mindketten 30 millió dollár váltságdíjat követelnek. Rita egy fegyveres csoport segítségével tervezi kiszabadítani Emiliát. A kijelölt találkozóhelyre érve Rita megpróbál tárgyalni Gustavóval, de tűzharc alakul ki a két fegyveres csoportok között. A megkötözött Emilia végül felfedi valódi személyazonosságát Jessi előtt azzal, hogy intim részleteket mesél el első találkozásuk és esküvőjük napjáról („Perdóname”). Erre Gustavo és a teljesen megzavarodott Jessi bezárják Emiliát a csomagtartóba, és elhajtanak. Útközben Jessi kezdi felfogni, valójában mi is történt, s ez bűntudattal tölti el. Megparancsolja Gustavónak, hogy húzódjon félre, nyomatékul fegyverrel akarja kényszeríteni a megállásra. Miközben a fegyverért birkóznak, a kocsi letér az útról, és mindhárman meghalnak a balesetben.
A megdöbbent Rita könnyek között tájékoztatja Jessi gyermekeit a történtekről, és felajánlja nekik, hogy gyámjuk lesz. Epifanía pedig más nőkkel karöltve vonul az utcán Emilia arcképével, hogy dalolva emlékezzenek meg a hajdani civil szervezet alapítójának jótékony tetteiről, valamint az igazságért és a szabadságért vívott harcáról („Las damas que pasan”).
(Ez a szakasz részben vagy egészben az Emilia Pérez című angol Wikipédia-szócikk Plot című fejezete ezen változatának fordításán alapul.  Az eredeti cikk szerkesztőit annak laptörténete sorolja fel. Ez a jelzés csupán a megfogalmazás eredetét és a szerzői jogokat jelzi, nem szolgál a cikkben szereplő információk forrásmegjelöléseként.)

## Szereplők
| Szerep                                | Színész               | Magyar hang |
| ------------------------------------- | --------------------- | ----------- |
| Rita Mora Castro                      | Zoë Saldana           |             |
| Emilia Pérez Juan „Manitas” Del Monte | Karla Sofía Gascón    |             |
| Jessi Del Monte                       | Selena Gomez          |             |
| Epifania Flores                       | Adriana Paz           |             |
| Gustavo Brun                          | Édgar Ramírez         |             |
| Dr. Wasserman                         | Mark Ivanir           |             |
| Berlinger                             | Eduardo Aladro        |             |
| Gabriel Mendoza                       | Emiliano Hasan        |             |
| Edgar                                 | Daniel Velasco Acosta |             |
| Angel                                 | Gaël Murgia-Fur       |             |

## Gyártás

### Alapötlet és fejlesztés

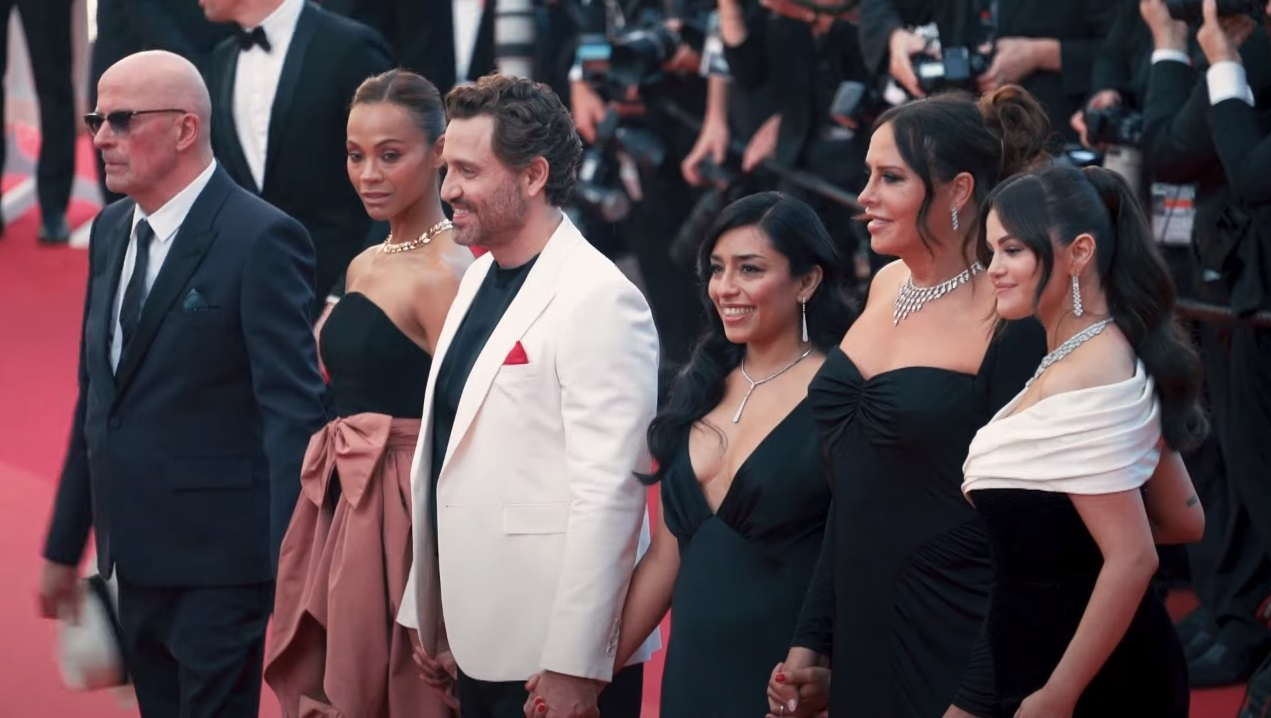
A film rendezője és főszereplői a cannes-i vörös szőnyegen

2022 januárjában a francia Télérama magazin egy öt epizódból álló cikksorozatot közölt Jacques Audiard új filmtervéről, amelyből kiderült, hogy a forgatókönyvet Boris Razon 2018-ban megjelent Écoute (Lehallgatás) című regényének egyik szereplője ihlette. Audiard eredetileg operához tervezett librettót írni Emilia Pérez címmel négy felvonásban, Brecht Koldusoperájának stílusában. Végül ezt a művet dolgozta át, majd fejlesztette forgatókönyvvé. Ez volt az első alkalom, hogy Audiard egyedül írt forgatókönyvet. Noha a rendező eredetileg úgy szerepelt, mint „eredeti forgatókönyv” szerzője, a film Oscar-díjra nevezéskor mégis a legjobb adaptált forgatókönyv kategóriába ajánlották.

### A forgatás
A gyártás 2022 őszén indult volna, de a szereplőkkel való egyeztetési problémák miatt hat hónapot késett. A film eredetileg egy mexikói helyszínen készült volna, de négy terepszemle után Audiard kívánságának megfelelően végül is a Párizs melletti Bry-sur-Marne-i (Studios de Bry), illetve a Saint-Denis-i (Studios de la Montjoie) filmstúdiókban kezdték meg a munkát. A belső jelenetekhez „hiteles mexikói hátteret” építettek fel. Audiard kijelentette, hogy a stúdiókörülmények lehetővé teszik számára, hogy „több formát hozzon létre”, és „több szabadságot adjon az énekelt és koreografált részek számára”. Összesen 45 nap stúdiómunka volt Párizs környékén, több száz technikus bevonásával, s mindössze 10 napot forgattak Mexikóvárosban, ahol dokumentumfilm stílusú felvételeket készítettek a valóságban.
A fő forgatás 2023 májusában kezdődött, és 2023. július 5-én ért véget.
A film producere Pascal Caucheteux (Why Not Productions), valamint Jacques Audiard és Valérie Schermann (Page 114) volt; közreműködött a Pathé, a France 2 Cinéma és a Saint Laurent Productions, az Yves Saint-Laurent-divatház művészeti igazgatójának, Anthony Vaccarellonak a cége.

## A film zenéje

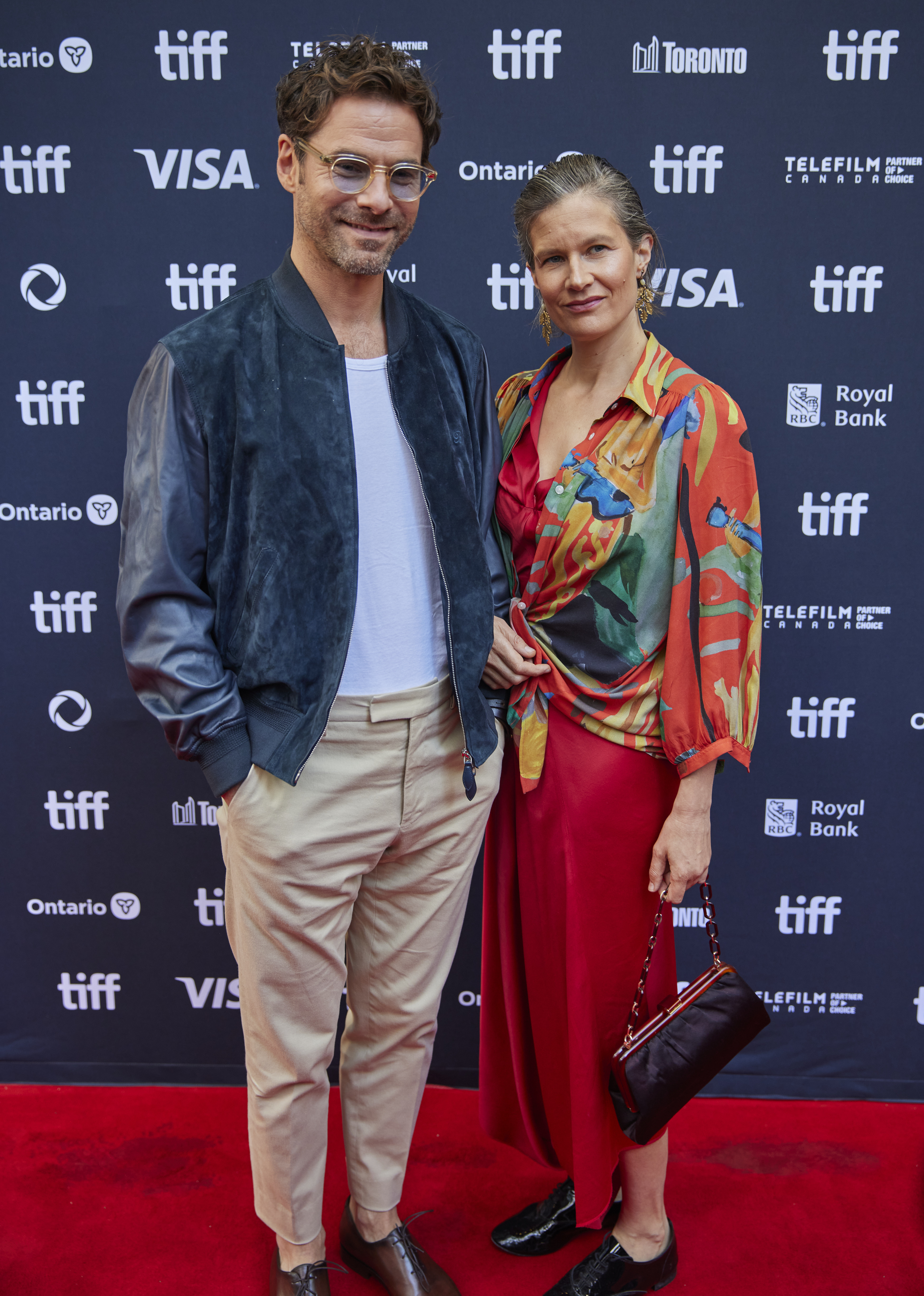
Clément Ducol és Camille a TIFF-en

A film zenéjét Camille (teljes nevén Camille Dalmais) énekesnő és élettársa, Clément Ducol szerezte. A szerzőpárost még a forgatókönyv első vázlatának megírása előtt bevonták a projektbe. 2020 januárjában kezdtek dolgozni a zenén, a dalokat Jacques Audiard forgatókönyvével összhangban fejlesztve. Olyan dallamokat terveztek, amelyek szinkronizálódtak a történettel, a szereplőkkel és az érzelmeikkel. Ez a folyamat nagyjából két évig tartott. Bár a forgatókönyvíró-rendező eredetileg operafilmnek szánta a projektet, idővel a valóságot jobban kifejező zenés drámai vígjátékká fejlődött, tartva az egyensúlyt, hogy ne legyen se túl drámai, s ne is csússzon át burleszkbe. A dalok a történetmesélés szerves részét képezik, és a szereplők legbensőbb gondolatait és érzéseit közvetítik. Audiard szerint minden egyes dal 15 oldalnyi írást spórolt meg neki.
Mivel a film Mexikóban játszódik, és többnyire spanyol dialógusokat tartalmazott, Camille a dalokat nem anyanyelvén, hanem spanyolul írta, kulturális kérdésekben folyamatosan konzultálva egy mexikói születésű tolmáccsal. Noha a hagyományos mexikói zenét mindvégig szem előtt tartották, a szerzőpáros a zenei stílusok széles skálájából merített a popzenétől a funkyn és a blueson át a hiphopig. „Nem akartunk egyetlen zenei stílusra összpontosítani, vagy egy neomexikói musicalt csinálni.”– nyilatkozta Ducol. A zenei stílusokat a szereplők karakteréhez igyekeztek igazítani; például Ritát, a félelmetes ügyvédet „rappernek vagy hard-rock énekesnek” tekintették („Alego”, „Todo Y Nada”), ezzel szemben Emilia Gascón dalai „líraibbak, de nagyon bensőségesek voltak”; Jessi a „lázadást és a fantáziát” testesítette meg, míg Epifanía dalai inkább „népi indíttatásúak”.
A film két legjobban értékelt dala, melyeket díjak sorára jelöltek, az „El Mal” és a „Mi Camino”. A nagy energiájú, széles érzelmi skálán mozgó „El Mal”-ban Rita énekel és táncol a La Lucecita szervezet részére rendezett ünnepi vacsorán, s közben rámutat a tisztviselők képmutatására, akik önelégülten úgy tesznek, mintha támogatnák az ügyet, miközben a kartellek bérjegyzékein is ott szerepel nevük. „Ez volt az a dal, amely a legtöbb munkát adta nekünk a megfelelő hangnem megtalálásában” – magyarázta Camille. „Volt egy pillanat, amikor egy kicsit líraibb volt, de aztán végül a hip-hop hangulat és a rock stílus feldühödött refrénjének egy jó kombinációja lett. Nagyon ritmikus, és technikás, Zoënak való.” A Selena Gomez által énekelt „Mi Camino” egy játékos, érzelmes karaoke szám, amelyet kifejezetten a színésznő számára készítettek. Mivel személyesen nem ismerték Gomezt, s találkozót sem tudtak vele egyeztetni, Audiard azt tanácsolta a dalszerző párosnak, hogy nézzék meg a Selena Gomez: My Mind & Me című dokumentumfilmet az előadóról, mielőtt megírják a dalt neki. Ducol szerint „ez egy nagyon punkos, nagyon szórakoztató dal” lett.
A „Mi Camino” kivételével az Emilia Pérez dalait a film forgatása előtt vették fel, amelyre nagyrészt 2023 első hónapjaiban került sor Párizsban. Camille és Ducol szorosan együttműködött a stúdióban szereplő színészekkel mind a film forgatása előtt, mind a felvételek alatt.
A felvételek filmezése közben a műsorszámok nem a megszokott playbackről mentek, hanem Audiard kívánságára a színészek élőben lépjetek fel a forgatáson, így a filmben az eredeti felvételek és helyszíni előadások kombinációja hallatszik. A film zenei hangzását az utómunkálatok során véglegesítették: a több szólamú vokált Camille énekelte fel.
A szerzőpáros munkáját már a világpremier után azonnal elismerték: a Cannes-i filmfesztiválon a Cannes-i Filmzene díjjal jutalmazták.
A dalok közül utolsóként elhangzó Las Damas que Pasan dallamát Georges Brassens híres szerzeménye, a Les Passantes zenéje ihlette, melyet Antoine Pol eredeti versére írt.

#### Középlemez (EP)
Először a filmzene középlemez-válogatása (EP) jelentették meg 2024. szeptember elején minden streaming platformon Emilia Pérez (Selections from the Original Motion Picture Soundtrack) címmel. A lemez őt kulcsdalt tartalmaz a filmből.
Az összes szám szerzője Clément Ducol/Camlle (kivéve, ahol másképp van feltüntetve). 
| Emilia Pérez (Selections from the Original Motion Picture Soundtrack) tracklista | Emilia Pérez (Selections from the Original Motion Picture Soundtrack) tracklista | Emilia Pérez (Selections from the Original Motion Picture Soundtrack) tracklista | Emilia Pérez (Selections from the Original Motion Picture Soundtrack) tracklista | Emilia Pérez (Selections from the Original Motion Picture Soundtrack) tracklista | Emilia Pérez (Selections from the Original Motion Picture Soundtrack) tracklista | Emilia Pérez (Selections from the Original Motion Picture Soundtrack) tracklista | Emilia Pérez (Selections from the Original Motion Picture Soundtrack) tracklista | Emilia Pérez (Selections from the Original Motion Picture Soundtrack) tracklista | Emilia Pérez (Selections from the Original Motion Picture Soundtrack) tracklista |
| #                                                                                | Cím                                                                              | Előadó(k)                                                                        | Hossz                                                                            |                                                                                  |                                                                                  |                                                                                  |                                                                                  |                                                                                  |                                                                                  |
| -------------------------------------------------------------------------------- | -------------------------------------------------------------------------------- | -------------------------------------------------------------------------------- | -------------------------------------------------------------------------------- | -------------------------------------------------------------------------------- | -------------------------------------------------------------------------------- | -------------------------------------------------------------------------------- | -------------------------------------------------------------------------------- | -------------------------------------------------------------------------------- | -------------------------------------------------------------------------------- |
| 1.                                                                               | El Alegato                                                                       | Zoe Saldaña                                                                      | 3:35                                                                             |                                                                                  |                                                                                  |                                                                                  |                                                                                  |                                                                                  |                                                                                  |
| 2.                                                                               | Para                                                                             | Aitza Terán, Iván Ruiz de Velasco és A Mexikói Kórus                             | 2:49                                                                             |                                                                                  |                                                                                  |                                                                                  |                                                                                  |                                                                                  |                                                                                  |
| 3.                                                                               | Papá                                                                             | Juan Pablo Monterrubio és Karla Sofia Gascón                                     | 2:21                                                                             |                                                                                  |                                                                                  |                                                                                  |                                                                                  |                                                                                  |                                                                                  |
| 4.                                                                               | El Mal                                                                           | Zoe Saldaña, Karla Sofia Gascón és Camille                                       | 3:39                                                                             |                                                                                  |                                                                                  |                                                                                  |                                                                                  |                                                                                  |                                                                                  |
| 5.                                                                               | Las Damas que Pasan (Georges Brassens/Antoine Pol)                               | Adriana Paz és A Mexikói Kórus                                                   | 4:05                                                                             |                                                                                  |                                                                                  |                                                                                  |                                                                                  |                                                                                  |                                                                                  |
| 16:29                                                                            |                                                                                  |                                                                                  |                                                                                  |                                                                                  |                                                                                  |                                                                                  |                                                                                  |                                                                                  |                                                                                  |

#### Filmzene-album
A kétlemezes filmzene-album 2024. október 31-én jelent meg, egy nappal a film Amerikai Egyesült Államokban történt korlátozott filmszínházi megjelenése előtt. Az album a Clément Ducol és Camille által komponált eredeti dalokat és partitúrát tartalmazza. 43 számból áll, teljes hossza: 92 p 18 mp. Ugyanezen a napon jelent meg egy videoklip is, amelyen Gomez a „Mi Camino” című dalt adja elő.

Az összes szám szerzője Clément Ducol/Camlle (kivéve, ahol másképp van feltüntetve). 
| Emilia Pérez (Original Motion Picture Soundtrack) tracklista – 1. lemez | Emilia Pérez (Original Motion Picture Soundtrack) tracklista – 1. lemez | Emilia Pérez (Original Motion Picture Soundtrack) tracklista – 1. lemez | Emilia Pérez (Original Motion Picture Soundtrack) tracklista – 1. lemez | Emilia Pérez (Original Motion Picture Soundtrack) tracklista – 1. lemez | Emilia Pérez (Original Motion Picture Soundtrack) tracklista – 1. lemez | Emilia Pérez (Original Motion Picture Soundtrack) tracklista – 1. lemez | Emilia Pérez (Original Motion Picture Soundtrack) tracklista – 1. lemez | Emilia Pérez (Original Motion Picture Soundtrack) tracklista – 1. lemez | Emilia Pérez (Original Motion Picture Soundtrack) tracklista – 1. lemez |
| #                                                                       | Cím                                                                     | Előadó(k)                                                               | Hossz                                                                   |                                                                         |                                                                         |                                                                         |                                                                         |                                                                         |                                                                         |
| ----------------------------------------------------------------------- | ----------------------------------------------------------------------- | ----------------------------------------------------------------------- | ----------------------------------------------------------------------- | ----------------------------------------------------------------------- | ----------------------------------------------------------------------- | ----------------------------------------------------------------------- | ----------------------------------------------------------------------- | ----------------------------------------------------------------------- | ----------------------------------------------------------------------- |
| 1.                                                                      | El Alegato                                                              | Zoë Saldana                                                             | 3:33                                                                    |                                                                         |                                                                         |                                                                         |                                                                         |                                                                         |                                                                         |
| 2.                                                                      | Todo y Nada                                                             | Zoë Saldana                                                             | 2:16                                                                    |                                                                         |                                                                         |                                                                         |                                                                         |                                                                         |                                                                         |
| 3.                                                                      | El Encuentro                                                            | Karla Sofía Gascón                                                      | 1:13                                                                    |                                                                         |                                                                         |                                                                         |                                                                         |                                                                         |                                                                         |
| 4.                                                                      | La Vaginoplastia                                                        | Zoë Saldana                                                             | 2:34                                                                    |                                                                         |                                                                         |                                                                         |                                                                         |                                                                         |                                                                         |
| 5.                                                                      | Lady                                                                    | Zoë Saldana és Mark Ivanir                                              | 2:46                                                                    |                                                                         |                                                                         |                                                                         |                                                                         |                                                                         |                                                                         |
| 6.                                                                      | Deseo                                                                   | Camille és Karla Sofia Gascón                                           | 2:34                                                                    |                                                                         |                                                                         |                                                                         |                                                                         |                                                                         |                                                                         |
| 7.                                                                      | Por Casualidad                                                          | Camille, Karla Sofia Gascón és Zoë Saldana                              | 2:06                                                                    |                                                                         |                                                                         |                                                                         |                                                                         |                                                                         |                                                                         |
| 8.                                                                      | Bienvenida                                                              | Selena Gomez                                                            | 2:14                                                                    |                                                                         |                                                                         |                                                                         |                                                                         |                                                                         |                                                                         |
| 9.                                                                      | Mis Siete Hermanas y Yo                                                 | Xiomara Ahumada Quito                                                   | 1:49                                                                    |                                                                         |                                                                         |                                                                         |                                                                         |                                                                         |                                                                         |
| 10.                                                                     | Papá                                                                    | Juan Pablo Monterrubio és Karla Sofia Gascón                            | 2:22                                                                    |                                                                         |                                                                         |                                                                         |                                                                         |                                                                         |                                                                         |
| 11.                                                                     | Para                                                                    | Aitza Terán, Iván Ruiz de Velasco és A Mexikói Kórus                    | 2:49                                                                    |                                                                         |                                                                         |                                                                         |                                                                         |                                                                         |                                                                         |
| 12.                                                                     | El Mal                                                                  | Camille, Zoë Saldana és Karla Sofia Gascón                              | 3:38                                                                    |                                                                         |                                                                         |                                                                         |                                                                         |                                                                         |                                                                         |
| 13.                                                                     | El Amor                                                                 | Camille, Karla Sofia Gascón és Adriana Paz                              | 3:26                                                                    |                                                                         |                                                                         |                                                                         |                                                                         |                                                                         |                                                                         |
| 14.                                                                     | Mi Camino                                                               | Selena Gomez                                                            | 3:44                                                                    |                                                                         |                                                                         |                                                                         |                                                                         |                                                                         |                                                                         |
| 15.                                                                     | Perdóname                                                               | Camille és Karla Sofia Gascón                                           | 2:14                                                                    |                                                                         |                                                                         |                                                                         |                                                                         |                                                                         |                                                                         |
| 16.                                                                     | Las Damas que Pasan (Georges Brassens/Antoine Pol)                      | Adriana Paz és A Mexikói Kórus                                          | 4:07                                                                    |                                                                         |                                                                         |                                                                         |                                                                         |                                                                         |                                                                         |
| 17.                                                                     | Fierro Viejo (kórusváltozat)                                            | Camille és A Mexikói Kórus                                              | 1:10                                                                    |                                                                         |                                                                         |                                                                         |                                                                         |                                                                         |                                                                         |
| 18.                                                                     | El Alegato (zongoraváltozat)                                            | Camille, Zoë Saldana és Karla Sofia Gascón                              | 1:30                                                                    |                                                                         |                                                                         |                                                                         |                                                                         |                                                                         |                                                                         |
| 46:05                                                                   |                                                                         |                                                                         |                                                                         |                                                                         |                                                                         |                                                                         |                                                                         |                                                                         |                                                                         |

| Emilia Pérez (Original Motion Picture Soundtrack) tracklista – 2. lemez | Emilia Pérez (Original Motion Picture Soundtrack) tracklista – 2. lemez | Emilia Pérez (Original Motion Picture Soundtrack) tracklista – 2. lemez | Emilia Pérez (Original Motion Picture Soundtrack) tracklista – 2. lemez | Emilia Pérez (Original Motion Picture Soundtrack) tracklista – 2. lemez | Emilia Pérez (Original Motion Picture Soundtrack) tracklista – 2. lemez | Emilia Pérez (Original Motion Picture Soundtrack) tracklista – 2. lemez | Emilia Pérez (Original Motion Picture Soundtrack) tracklista – 2. lemez | Emilia Pérez (Original Motion Picture Soundtrack) tracklista – 2. lemez | Emilia Pérez (Original Motion Picture Soundtrack) tracklista – 2. lemez |
| #                                                                       | Cím                                                                     | Előadó(k)                                                               | Hossz                                                                   |                                                                         |                                                                         |                                                                         |                                                                         |                                                                         |                                                                         |
| ----------------------------------------------------------------------- | ----------------------------------------------------------------------- | ----------------------------------------------------------------------- | ----------------------------------------------------------------------- | ----------------------------------------------------------------------- | ----------------------------------------------------------------------- | ----------------------------------------------------------------------- | ----------------------------------------------------------------------- | ----------------------------------------------------------------------- | ----------------------------------------------------------------------- |
| 1.                                                                      | Subiendo (1. rész)                                                      | Camille és Clément Ducol                                                | 2:29                                                                    |                                                                         |                                                                         |                                                                         |                                                                         |                                                                         |                                                                         |
| 2.                                                                      | Fierro Viejo / La Ciudad                                                | Camille                                                                 | 1:47                                                                    |                                                                         |                                                                         |                                                                         |                                                                         |                                                                         |                                                                         |
| 3.                                                                      | Fantasmas                                                               | Camille                                                                 | 0:25                                                                    |                                                                         |                                                                         |                                                                         |                                                                         |                                                                         |                                                                         |
| 4.                                                                      | El Rapto                                                                | Camille és Clément Ducol                                                | 1:52                                                                    |                                                                         |                                                                         |                                                                         |                                                                         |                                                                         |                                                                         |
| 5.                                                                      | Claroscuro (1. rész)                                                    | Clément Ducol                                                           | 2:01                                                                    |                                                                         |                                                                         |                                                                         |                                                                         |                                                                         |                                                                         |
| 6.                                                                      | Claroscuro (2. rész)                                                    | Karla Sofia Gascón és Mark Ivanir                                       | 1:54                                                                    |                                                                         |                                                                         |                                                                         |                                                                         |                                                                         |                                                                         |
| 7.                                                                      | El Rayo                                                                 | Clément Ducol                                                           | 0:38                                                                    |                                                                         |                                                                         |                                                                         |                                                                         |                                                                         |                                                                         |
| 8.                                                                      | El Despertar                                                            | Camille                                                                 | 1:44                                                                    |                                                                         |                                                                         |                                                                         |                                                                         |                                                                         |                                                                         |
| 9.                                                                      | Subiendo (2. rész)                                                      | Camille                                                                 | 2:04                                                                    |                                                                         |                                                                         |                                                                         |                                                                         |                                                                         |                                                                         |
| 10.                                                                     | Cara a Cara                                                             | Clément Ducol                                                           | 1:05                                                                    |                                                                         |                                                                         |                                                                         |                                                                         |                                                                         |                                                                         |
| 11.                                                                     | Desire (alternatív változat)                                            | Camille                                                                 | 1:32                                                                    |                                                                         |                                                                         |                                                                         |                                                                         |                                                                         |                                                                         |
| 12.                                                                     | El Reclutamiento                                                        | Camille és Clément Ducol                                                | 1:44                                                                    |                                                                         |                                                                         |                                                                         |                                                                         |                                                                         |                                                                         |
| 13.                                                                     | Disonancia (1. rész)                                                    | Camille                                                                 | 1:01                                                                    |                                                                         |                                                                         |                                                                         |                                                                         |                                                                         |                                                                         |
| 14.                                                                     | Disonancia (2. rész)                                                    | Karla Sofia Gascón                                                      | 2:26                                                                    |                                                                         |                                                                         |                                                                         |                                                                         |                                                                         |                                                                         |
| 15.                                                                     | La Pelea                                                                | Camille és Clément Ducol                                                | 2:22                                                                    |                                                                         |                                                                         |                                                                         |                                                                         |                                                                         |                                                                         |
| 16.                                                                     | El Trio                                                                 | Karla Sofia Gascón és Zoë Saldana                                       | 2:04                                                                    |                                                                         |                                                                         |                                                                         |                                                                         |                                                                         |                                                                         |
| 17.                                                                     | 3 Dedos                                                                 | Camille és Clément Ducol                                                | 2:04                                                                    |                                                                         |                                                                         |                                                                         |                                                                         |                                                                         |                                                                         |
| 18.                                                                     | Beatificación (1. rész)                                                 | Camille és Clément Ducol                                                | 5:04                                                                    |                                                                         |                                                                         |                                                                         |                                                                         |                                                                         |                                                                         |
| 19.                                                                     | Beatificación (2. rész)                                                 | Camille és Clément Ducol                                                | 2:19                                                                    |                                                                         |                                                                         |                                                                         |                                                                         |                                                                         |                                                                         |
| 20.                                                                     | El Fuego                                                                | Camille                                                                 | 1:35                                                                    |                                                                         |                                                                         |                                                                         |                                                                         |                                                                         |                                                                         |
| 21.                                                                     | Desire                                                                  | Camille                                                                 | 2:06                                                                    |                                                                         |                                                                         |                                                                         |                                                                         |                                                                         |                                                                         |
| 22.                                                                     | Subiendo (vonós változat)                                               | Clément Ducol                                                           | 1:05                                                                    |                                                                         |                                                                         |                                                                         |                                                                         |                                                                         |                                                                         |
| 23.                                                                     | Subiendo (kórusváltozat)                                                | Camille                                                                 | 1:01                                                                    |                                                                         |                                                                         |                                                                         |                                                                         |                                                                         |                                                                         |
| 24.                                                                     | Desire (vonós változat)                                                 | Clément Ducol                                                           | 1:53                                                                    |                                                                         |                                                                         |                                                                         |                                                                         |                                                                         |                                                                         |
| 25.                                                                     | Desire                                                                  | Camille, Yadam és Paloma Pradal                                         | 1:58                                                                    |                                                                         |                                                                         |                                                                         |                                                                         |                                                                         |                                                                         |
| 46:13                                                                   |                                                                         |                                                                         |                                                                         |                                                                         |                                                                         |                                                                         |                                                                         |                                                                         |                                                                         |

## Fogadtatás

### Bevételi adatok
Az Emilia Pérez világpremierje 2024. május 18-án volt a 77. Cannes-i Filmfesztivál fő versenyszekciójában. A vetítés után a közönség állítólag több mint 11 percig állva tapsolta meg Audiard rendezői munkáját. A következő hónapokban a film több mint egy tucat nemzetközi filmfesztivál programjában szerepelt, köztük Telluride (augusztus), Torontó, San Sebastián, Hamburg és New York (mindegyik szeptemberben).
A francia forgamazó Pathé Films 2024. augusztus 21-én mutatta be az alkotást Franciaország 384 filmszínházában, ahol a nyitó héten jegyeladások tekintetében a negyedik helyen debütált, 1 606 932 dollár bevétellel. Öt héttel a mozikban való bemutatása után az Emilia Pérez közel 760 000 jegyeladást jegyzett; ám kissé háttérbe szorította az akkor még mindig sikeres Monte Cristo grófja című kalandfilm, amelyet kilenc héttel korábban mutattak be, és összesen körülbelül 8 millióan nézték meg Franciaországban.
Az Amerikai Egyesült Államokban és Kanadában (korlátozott mozimegjelenés: 2024. november 1.), valamint az Egyesült Királyságban (korlátozott mozibemutató: 2024. október 25.)) való forgalmazás jogait a Netflix Streaming mediaszolgáltató szerezte meg, nem sokkal a cannes-i bemutató után 8 millió dollárért. 2024. november 13-án az Emilia Pérez felkerült a Netflix amerikai streamingprogramjába.

### Kritikai fogadtatás
A cannes-i premier után az Emilia Pérez a 4 lehetséges csillagból 2,5-öt kapott a brit Screen International szakmagazin nemzetközi kritikusainak értékelésében, és a bemutatott 22 versenyfilm közül az első harmadban végzett. Az IndieWire amerikai online iparági szolgáltatás szerkesztősége is hasonló állásponton volt, és a filmet a lehetséges pálmaesélyesek között a 7. helyre sorolta. A le film français online magazin esélylatolgató összesítésében 15 franciaországi audiovizuális szaklap kritikusai közül 5 gondolta úgy, hogy Audiard ismét elnyeri az Arany Pálmát. Csupán A szent füge magja című, francia-iráni-német koprodukcióban készült filmdrámát tartották esélyesebbnek.
A Metacritic weboldalon az Emilia Pérez 100 lehetséges pontból 71 pontot kapott, több mint ötven értékelt angol nyelvű vélemény alapján. A nézők valamivel jobban, tíz pontból 7,8-ra értékelték. Ezek az értékek „általában kedvezőnek” minősülnek. A Rotten Tomatoes honlap is többnyire pozitívan foglalta össze az angol nyelvű filmkritikusok konszenzusát. A premier után felsorolt több mint 220 értékelés 76 százaléka pozitív („friss”), és 10 lehetséges pontból 6,8 pontot eredményezett. A kritikusok egyetértettek abban, hogy „Karla Sofía Gascón egy zseniális zenés krimiben alakítja Emilia Perezt, amely műfajilag lenyűgöző, s egyben megalkuvást nem ismerő transztörténet is”.
Az AlloCiné francia online filmadatbázis és információs weboldal ismertetőjében az Emilia Pérez a filmkritikusoktól 4,1, míg a nézők részéről 4,2 csillagot kapott a lehetséges ötből.
Mexikói kritikusok azonban keményen bírálták a filmet, szerintük a film sértően ábrázolja a mexikói, valamint latin-amerikai kultúrát. A filmben ábrázolt transznemű közösség tagjai közül sem maradtak sokan szó nélkül, az amerikai LGBT-jogi csoport, a GLAAD, például azt írta a filmről, hogy „visszavitte a transzneműek és latin-amerikaiak képviseletét”. Egy mexikói amatőr filmes Johanne Sacrebleu címmel paródiát mutatott be, amely a francia kultúrát figurázza ki, egyfajta "bosszúválaszként".
A film díjátadókon való esélyeit nagyban rontotta, hogy egy hónappal a 97. Oscar-gála előtt kiderült, a főszereplő, Karla Sofía Gascón négy-öt évvel korábban több alkalommal is rasszista, iszlámellenes véleményt posztolt a Twitteren, többek között „az Oscar-díjátadó sokszínűségével” kapcsolatban. Emiatt a forgalmazó, valamint filmbeli partnere, Zoë Saldana és a rendező, Jacques Audiard is elhatárolódott tőle. A botrány kirobbanása után Gascón azonnal bocsánatot kért a „félreérthető megfogalmazásaiért”, elnézést kért mindenkitől, akit a korábbi kiírásaival megbántott. A sokasodó kritikák miatt viszont − annak ellenére, hogy jelölve volt − kihagyta a Critics Choice Awards-, a 78. BAFTA- és a 31. SAG-díjátadókat, s csak az 50. César-gálán jelent meg.

### Fontosabb díjak, elismerések
A film világpremierje a 2024-es cannes-i fesztiválon volt, ahol elnyerte a zsűri díját, öt szereplője pedig megosztva kapta a legjobb női alakítás díját. A 37. Európai Filmdíjátadón öt díjat nyert el, 2025-ben pedig tíz kategóriában jelölték Golden Globe-díjra, melyből hármat megnyert. Tizenkét kategóriában 13 jelölést kapott Oscar-díjra, ezzel minden idők legtöbb jelölést kapott nem angol nyelvű filmje lett. Tíz kategóriában jelölték Satellite-díjra és kilencben BAFTA-díjra. Tizenegy kategóriában kapott Césarjelölést, amelyből hetet meg is nyert.
Mind a hivatalos kritika, mind a közönség pozitívan viszonyult az alkotáshoz, 2024-ben és 2025-ben számos amerikai filmkritikus társaságtól kapott elismerést különböző kategóriákban.

## Fordítás
- Ez a szócikk részben vagy egészben  az   Emilia Pérez című francia Wikipédia-szócikk ezen változatának fordításán alapul.  Az eredeti cikk szerkesztőit annak laptörténete sorolja fel. Ez a jelzés csupán a megfogalmazás eredetét és a szerzői jogokat jelzi, nem szolgál a cikkben szereplő információk forrásmegjelöléseként.
- Ez a szócikk részben vagy egészben  az   Emilia Pérez című angol Wikipédia-szócikk ezen változatának fordításán alapul.  Az eredeti cikk szerkesztőit annak laptörténete sorolja fel. Ez a jelzés csupán a megfogalmazás eredetét és a szerzői jogokat jelzi, nem szolgál a cikkben szereplő információk forrásmegjelöléseként.